# Grand jury (Verenigde Staten)
Een grand jury is in de Verenigde Staten (VS) een uit 12 tot 23 personen bestaande jury, die onder Amerikaans strafrecht in een niet-openbare zitting besluit of het door de openbaar aanklager verzamelde bewijs de beschuldiging van een misdaad rechtvaardigt. Als de grand jury van mening is dat er geen sprake is van een redelijk vermoeden van schuld (probable cause), dan zal de procedure worden stopgezet. De grand jury beslist met een gekwalificeerde meerderheid van twee derde of driekwart van de stemmen.
Grand jury's bestaan op federaal niveau en in de meeste staten. Ze zijn slechts in ongeveer de helft van de staten verplicht. In de andere staten is de tenlastelegging de verantwoordelijkheid van de aanklager.
Andere functies van de grand jury zijn het onderzoek naar corruptie in het openbaar bestuur en het onderzoek naar detentieomstandigheden in gevangenissen.
Naast de grand jury kennen de VS de petit of trial jury's, die uit 12 personen bestaan en meestal unaniem moeten besluiten. In strafzaken besluit een petit jury over schuld of onschuld, in civiele zaken over de ontvankelijkheid. In beide gevallen is zij geroepen zich uit te spreken over de feitelijke kwestie op basis van het bewijsmateriaal. De rechter beslist echter over de toelaatbaarheid van het bewijs en bepaalt eveneens de eventuele strafmaat.
Zowel de grand jury als de petit jury wordt samengesteld uit burgers die een dwarsdoorsnede van de bevolking vormen. De reden voor het onderscheid tussen grand en petit jury (grote en kleine jury) is hun omvang: grand juries zijn in de regel groter dan petit juries.
De grand jury is op het niveau van de staten veelal vervangen door een proces waarin de openbaar aanklager een zaak aan de bevoegde rechter voorlegt (information of accusation), die vervolgens een voorlopige zitting (preliminary hearing) met de verdachte of diens raadsman belegt, waarna hij besluit over een eventuele tenlastelegging.